# Johann Franz von Kopp
Johann Franz von Kopp (* 17. Oktober 1775 in Drawa, Kreis Filehne; † 9. Juli 1849 in Driesen) war ein preußischer Generalmajor.

## Leben

### Herkunft
Seine Eltern waren der Herr auf Koppenhof Michael von Kopp und dessen Ehefrau Hedwig, geborene Hanisch.

### Militärkarriere
Kopp besuchte die Kadettenhäuser in Kulm und Berlin. Am 30. Juli 1792 trat er als Unteroffizier in das Dragonerregiment „von Wylich und Lottum“ der Preußischen Armee ein. Mit dem Regiment kämpfte er im Ersten Koalitionskrieg in der Schlacht bei Kaiserslautern und den Gefechten bei Zweibrücken und Kirchheim. Bis Ende August 1798 avancierte Kopp zum Sekondeleutnant. Als solcher nahm er während des Vierten Koalitionskrieges an den Gefechten bei Erfurt, Gadebusch und Criewen teil. Im Gefecht bei Ratzeburg geriet er in Gefangenschaft, wurde aber am 12. November 1806 auf Ehrenwort entlassen. Nach dem Frieden von Tilsit erhielt Kopp am 8. Dezember 1807 seinen Abschied mit der Berechtigung zum Tragen seiner Armeeuniform. Außerdem wurden ihm am 24. Januar 1808 der Charakter als Kapitän verliehen und ein wohlwollendes Zeugnis ausgestellt.
Am 17. Juli 1813 kam Kopp als Kreisoffizier der Gendarmerie nach Driesen in der Neumark. In dieser Stellung erhielt er am 7. Juni 1815 das Patent zu seinem Dienstgrad. Am 3. März 1821 wurde er als Abteilungskommandeur in die 3. Gendarmerie-Brigade nach Sorau versetzt und am 30. März 1831 mit Patent vom 2. April 1831 zum Major befördert. Am 14. September 1836 folgte seine Ernennung zum Brigadier der 4. Landgendarmerie-Brigade. In dieser Eigenschaft stieg er am 19. Oktober 1841 zum Oberstleutnant auf, wurde am 12. November 1843 mit dem Roten Adlerorden III. Klasse mit Schleife ausgezeichnet und am 30. März 1844 zum Oberst befördert. Unter Verleihung des Charakters als Generalmajor erhielt Kopp am 12. Dezember 1846 seine Abschied mit Pension. Er starb am 9. Juli 1849 in Driesen.

### Familie
Kopp heiratete im Jahr 1808 Karoline Eleonore von Lossow († 1823). Das Paar hatte mehrere Kinder:
- Adelheid Emilie  (1809–1841) ⚭ 1829 Johann Anton Bajetto (1793–1855)
- Albert Franz Hermann (1812–1896) ⚭ 1838 Karoline Louise Alwine Pachaly (1812–1886)
- Aurora Caroline Mathilde (1815–1866) ⚭ Alexander von Neindorff (1812–1863), Sohn des Anton Friedrich Wilhelm Georg von Neindorff (1780–1840) und der Luise Neger (1784–1868), sowie Neffe des Generalmajors Friedrich Ludwig Wilhelm von Neindorff

Er heiratete anschließend Hanne Luise Hundt (1800–1859). Das Paar hatte folgende Kinder:
- Ludwig († 1853)
- Marie († 1855)
- Franz Emil Julius (1857–1890) ⚭ 1864 Alwine Winkler (1842–1913)